# Lucanus lunifer lunifer
Lucanus lunifer lunifer es una subespecie de la especie Lucanus lunifer, coleóptero de la familia Lucanidae.

## Distribución geográfica
Habita en Tíbet, Yunnan, Kashmir, Sikkim,  Darjeeling, Nepal y Bután.